# Moesi
De Moesi (Oudgrieks: Μοισοί) waren een Dacisch-Thracisch volk dat in huidig Servië en Bulgarije woonde, deel uitmakend van de toenmalige Romeinse provincie Moesia. Deze provincie werd in 87 n.Chr. naar hen genoemd, nadat de Romeinen onder Crassus hen in 29 v.Chr. verslagen hadden.

## Geschiedenis
Thracologen menen dat de Moesi een taal of dialect spraken in een overgangsvorm tussen het Dacisch en het Thracisch.
In de eerste jaren van de heerschappij van Augustus versloegen de Romeinen een leger van de Bastarnae en marcheerden verder richting de Moesi. Zij slaagden erin om hun vesting in te nemen en de meerderheid van het volk te onderwerpen.

## Taal en cultuur

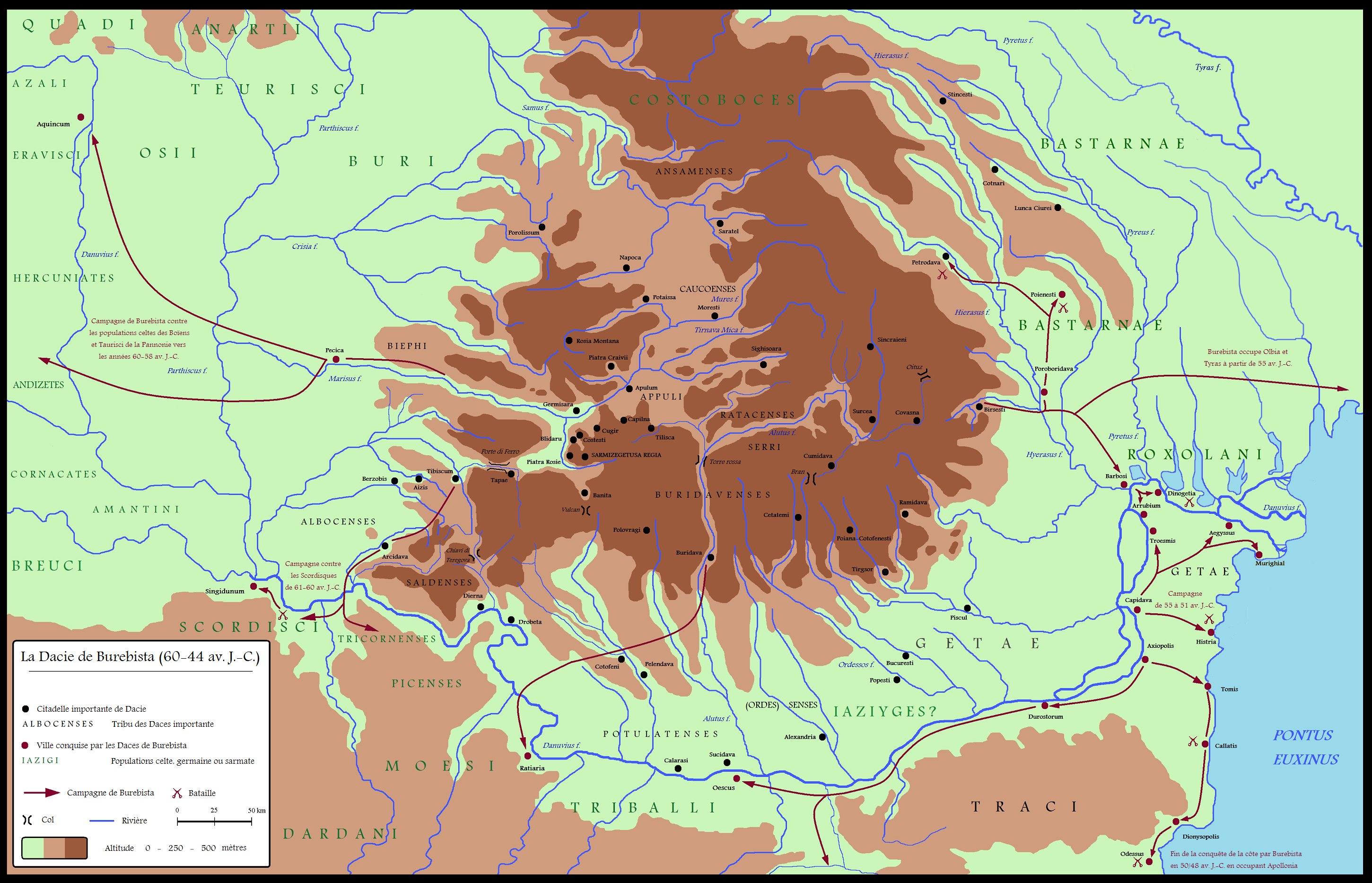
Kaart van Dacië, Moesia en omgeving tijdens de campagnes van Burebista

Het grote aantal van Dacisch/Moesische davae, stadsnamen die eindigen op '-dava' of '-deva', in het gehele gebied van Moesia, delen van Thracië en Dalmatië, geeft aan dat er een veel grotere taalkundig verwantschap is tussen het Dacisch en Moesisch, dan tussen het Moesisch en Thracisch. De specifiek Thracische -para en -bria uitgangen voor stadsnamen komen met name voor ten zuiden van Moesia, waardoor de Balkan (Haemus Mons) de taalkundige grens tussen Dacisch-Moesisch en Thracische talen en culturen vormt.
De nauwe Dacisch-Moesische relatie wordt verder benadrukt door het feit dat aanmerkelijke gebieden binnen Moesia deel uitmaken van Burebista's Dacisch koninkrijk gevormd door de unie van Geto-Dacische, Moeisische en Thracische stammen. Bovendien bleven de Geto-Daciërs na de verovering door de Romeinen continu invallen doen over de Donau, onder koningen als Duras en Decebalus, om zo verloren gebieden terug te winnen.
Uit de Moesische taal of het dialect zijn slechts een paar elementen overgeleverd, hun etnoniem (Moesoi, Moesi), sommige plaatsnamen en eigennamen en een phytoniem: Mendruta, de Moesische naam voor de Veratrum nigrum of biet, Beta vulgaris